# 佐野泉
佐野 泉（さの いずみ、1944年7月12日 - 2016年7月10日）は、日本の実業家。東京都出身。ガンバ大阪元代表取締役社長、元Jリーグ理事。

## 略歴
麻布高等学校、慶應義塾大学経済学部卒業。
1969年松下電器産業株式会社へ入社。同社教育訓練センター中央社員研修所所長、人事開発センター経営研修所所長、本社秘書室室長などを経て、2002年4月ガンバ大阪へ出向、6月に乾勲の後任として同社代表取締役社長に就任した。
就任以降、天然芝練習場や選手寮を新設、スタジアムの改修を行うなどハード面の充実へ積極的に取り組み、常勝クラブの礎を築いた。また、海外移籍に対しては寛容であり、大黒将志、宮本恒靖を海外へ送り出した。
2008年4月16日、任期満了にて代表取締役社長を退任。ガンバ大阪非常勤取締役に就任した。
2016年7月10日、癌のため死去。71歳没。

## エピソード
- ガンバ大阪初タイトル時（2005年・J1リーグ）の代表取締役社長であり、“社長オリジナルグッズ”が好評を博すなど、サポーターから愛された[4]。
- 夢は「外国籍選手に頼らず、なおかつ常勝チームになること。さらにその先にはイレブンすべてがガンバユース出身者となること。」と語っていた[5]。